# Fluglehrer
Ein Fluglehrer ist ein erfahrener Pilot, der den Befähigungsnachweis (Lehrberechtigung) hat, angehende Piloten (Flugschüler) am Boden und in der Luft während des Fliegens auszubilden. Seit 2011 regelt die Verordnung (EU) Nr. 1178/2011 der Kommission vom 3. November 2011 zur Festlegung technischer Vorschriften und von Verwaltungsverfahren in Bezug auf das fliegende Personal in der Zivilluftfahrt gemäß der Verordnung (EG) Nr. 216/2008 des Europäischen Parlaments und des Rates die notwendige Ausbildung und Qualifikationen einheitlich innerhalb Europas.

## Motorfluglehrer FI(A)
Um Fluglehrer für den LAPL/PPL für Motorflugzeuge zu werden, gelten nach Verordnung (EU) Nr. 1178/2011, Abschnitt FCL.915 folgende Mindestvoraussetzungen:
- mindestens 18 Jahre alt
- mindestens Halter der Lizenz und, soweit relevant, der Berechtigung, für die Flugunterricht erteilt werden soll
- mindestens 200 Flugstunden als Pilot (davon 150 als PIC) der Luftfahrzeugklasse oder des Luftfahrzeugmusters, auf dem Flugunterricht erteilt werden soll
- mindestens 10 Stunden Instrumentenflugausbildung (davon maximal 5 Stunden im Simulator)
- einen theoretischen Lehrgang und Flugunterricht bei einer ATO (d. h. einer nach Verordnung (EG) Nr. 216/2008[1] anerkannten Flugschule).
- Bestandene theoretische und praktische Prüfung.
- Ein Flugtauglichkeitszeugnis für die Luftfahrzeugklasse, für die Flugunterricht erteilt werden soll.
- ist ein Fluglehrer nach EU.FCL lizenziert, so trägt seine Lizenz während der ersten 100 Ausbildungsstunden sowie bis zum Erreichen von 25 erteilten Flugaufträgen für Soloflüge den Titel „FI(RP)“. Die Abkürzung steht für Restricted Privileges – eingeschränkte Rechte. Einschränkungen sind unter anderem, dass der FI(RP) keine Flugschüler für das Freifliegen, also den ersten Soloflug, und keine Flugschüler für ihren jeweils ersten Überlandflug freigeben darf.
- Für den Fluglehrer PPL/A ist zusätzlich beim LBA die Theorieprüfung CPL abzulegen.

## Segelfluglehrer FI(S)
Um Fluglehrer für Segelflugzeuge zu werden, sind in Deutschland zurzeit, nach Verordnung (EU) Nr. 2020/358, Anhang III, Teil-SFCL, folgende Voraussetzungen zu erfüllen:
- 18. Lebensjahr vollendet (SFCL.320(a))
- Lizenz für Segelflugzeugführer (SPL) (SFCL.320(b))
- mindestens 100 Flugstunden und 200 Starts als verantwortlicher Luftfahrzeugführer auf Segelflugzeugen (SFCL.320(c))
- eignungsspezifische Vorabbeurteilung (SFCL.330(a))
- erfolgreicher Abschluss eines Ausbildungslehrgangs bei einer ATO/DTO mit abschließender theoretischer und praktischer Prüfung (SFCL.320(d))
- Zudem ist eine Lehrprobe von max. 45 min Dauer abzuhalten, zum Nachweis der pädagogisch-didaktischen Fähigkeiten (AMC2 SFCL.345(b)(1))
- eine an den Ausbildungslehrgang anschließende erfolgreiche Ausbildungstätigkeit unter Aufsicht eines von einer ATO/DTO hierfür benannten Fluglehrers über mindestens 50 Starts oder 15 Stunden Flugunterricht, in denen alle Phasen der Ausbildung abgedeckt sein müssen (SFCL.350).

Die Lehrberechtigung als FI(S) darf nur ausgeübt werden, wenn folgende Bedingungen erfüllt sind (SFCL.360):
- Teilnahme an einer Auffrischungsschulung bei einer ATO/DTO oder einer zuständigen Behörde innerhalb der letzten 3 Jahre,
- Erteilung von Flugunterricht als FI(S) mit mindestens 60 Starts oder 30 Stunden innerhalb der letzten 3 Jahre,
- Befähigungsnachweis gegenüber einem nach SFCL.315 qualifizierten FI(S) innerhalb der letzten 9 Jahre.

## Einweisungsberechtigte (CRI/TRI)
Die Ausbildung zur Lehrberechtigung für Klassen- oder Musterberechtigungen (CRI/TRI) ist kürzer, da Einweisungsberechtigte ausschließlich Schüler ausbilden, welche bereits einen gültigen Flugschein besitzen. Für eine Einweisungsberechtigung muss eine Flugerfahrung von 300 Flugstunden als Pilot auf Flugzeugen, davon mindestens 30 Flugstunden als Luftfahrzeugführer auf Flugzeugen der entsprechenden Flugzeugklasse oder des entsprechenden Flugzeugmusters vorliegen. Die Ausbildung beinhaltet einen theoretischen Lehrgang und Flugunterricht bei einer nach Verordnung (EG) Nr. 216/2008 anerkannten Flugschule (ATO) sowie eine praktische Prüfung. Die Einweisungsberechtigung gilt drei Jahre und ist wie die FI(A)-Lehrberechtigung verlängerbar.
- Lehrberechtigte für Klassenberechtigungen (CRI, von engl. class rating instructor) lehren oder verlängern Klassen- oder Musterberechtigungen wie z. B. SEP (für technisch nicht komplizierte einmotorige Nicht-Hochleistungsflugzeuge) oder TMG (Reisemotorsegler). Sie können weiterhin Schulungsflüge zur Einweisung oder Vertrautmachung mit verschiedenen Flugzeugen innerhalb einer Klasse durchführen. Dazu gehören auch Unterschiedsschulungen nach FCL.710 innerhalb der SEP/TMG Klassen für Flugzeuge mit Verstellpropeller, Einziehfahrwerk, Turbolader, Druckkabine oder Spornrad.

Nach einer entsprechenden weiteren Prüfung können CRI auch für die Schlepp- oder Kunstflugberechtigung ausbilden, sofern sie selbst diese Berechtigungen haben.
- Lehrberechtigte für Musterberechtigungen (TRI, von engl. type rating instructor) lehren oder verlängern Musterberechtigungen für Luftfahrzeugtypen, welche eine eigene Musterberechtigung erfordern.

## Sonstige
Für Fluglehrer für Ballone („FI(B)“) und Hubschrauber („FI(H)“) gelten ähnliche Voraussetzungen.
Weitere Lehrberechtigungen nach Verordnung (EU) Nr. 1178/2011:
- IRI: Lehrberechtigte für die Instrumentenflugberechtigung
- MI: Lehrberechtigte für Bergflugberechtigungen
- STI: Lehrberechtigte für synthetische Übungsgeräte
- SFI: Lehrberechtigte für die Ausbildung an synthetischen Flugübungsgeräten
- FTI: Testfluglehrberechtigte
- MCCI: Lehrberechtigte für Zusammenarbeit einer mehrköpfigen Besatzung
- Lehrberechtigte für die MPL